# Ісмаїлов Асланбек Абдуллаєвич
Асланбек Абдуллаєвич Ісмаїлов (нар. 11 вересня 1963, Шалі, ЧАРСР, РРФСР, СРСР — пом. 1 лютого 2000, неподалік села Єрмоловка, Чечня) — чеченський державний і військовий діяч. Бригадний генерал Збройних сил Ічкерії, близький соратник Шаміля Басаєва, один з організаторів кризи з заручниками в Будьонновську, начальник штабу оборони Грозного у 1999—2000 роках. 

## Життєпис
Народився 11 вересня 1963 року у місті Шалі. У 1981 році вступив до Кемеровського державного університету. До 1994 року займав посаду заступника директора Грозненського цеглового заводу.
Активно виступав в опозиції до першого президента Чеченської Республіки Ічкерія Джохара Дудаєва, за словами Шаміля Басаєва пропонував вбити його, Умалата Дашаєва і інших амірів «через те, що вони розігнали їхні антидадуєвські банди» у 1993 році, проте з початком війни налагодив з ними відносини і став одним з близьких соратників Басаєва.
Брав активну участь у Першій російсько-чеченській війні. Разом з іншими чеченцями займав оборону у Шалях, де в його рідному будинку після тривалої оборони (з 11 грудня 1994 року по 25 березня 1995) тимчасово дислокувався штаб південно-східного фронту. 25 березня, внаслідок артилерійського обстрілу російськими військами, загинув старший брат Асланбека, Шаріп Ісмаїлов.
У 1995 році керував обороною міста Аргун. Один із головних організаторів і розробників Будьонівської операції, а також її активний учасник. 6—9 березня 1996 року брав активну участь у військової операції «Відплата», проведеної під керівництвом Головнокомандувача ЗС ЧРІ Джохара Дудаєва. Разом з Асланом Масхадовим планував операцію «Джихад» зі звільнення Грозного від російських військ 6 серпня 1996 року і був одним із її ключових командувачів.
Довгий час вважався російськими силовиками «терористом номер два» — одразу після Шаміля Басаєва, аж поки не був витіснений у 1996 році йорданцем Хаттабом.
Очолював військово-польовий суд, створений за указом Яндарбієва від 12 серпня 1996 року, рішенням якого стратили дванадцятьох осіб за мародерство за обтяжливих обставин. Суд припинив свою діяльність після утворення Центральної об'єднаної комендатури, організованої після Атагінських угод 22 серпня 1996 року. Після створення комендатури став одним з її комендантів.
На початку Другої російсько-чеченської війни втратив ще одного старшого брата, Шарпудіна Ісмаїлова, який спочатку був викрадений, а після жорстоких тортур убитий росіянами.
У 1998—1999 роках займав посаду міністра будівництва Чеченської Республіки Ічкерія, пізніше — посаду заступника Головнокомандувача Збройних сил республіки Аслана Масхадова. 
Керував штабом з оборони Грозного у 1999—2000 роках, де командував усіма чеченськими силами опору в Грозному.
Разом з іншими відомими діячами Ічкерії, такими як Хункар-Паша Ісрапілов і Лечі Дудаєв загинув 1 лютого 2000 року (за іншими даними — 30 січня) під час прориву з оточення Грозного, підірвавшись на російській міні в районі села Єрмоловка (нині частина села Алхан-Кала) Грозненського району неподалік столиці.

## Нагороди
- Орден «Честь Нації» (нагороджений Джохаром Дудаєвим[14][15]).